# Iridomyrmex angusticeps
Iridomyrmex angusticeps é uma espécie de formiga do gênero Iridomyrmex.